# Шок-бомба
Шок-бомба је несмртоносни експлозивни уређај који се користи за дезоријентисање противника. Направа је дизајнирана да створи заслепљујући светлосни бљесак од око 7 мегакандела (Mcd) и гласни прасак већи од 170 децибела (dB). Шок-бомбе је први пут користила британска Специјална ваздушна служба (SAS) крајем 1970-их.
Пошто је шок-бомба активирана, моментално настаје јак бљесак који раздражује све фоторецепторе у оку и ослепљује противника на око пет секунди. Жртва након тога осети илузију код које њене очи настављају да опажају једну те исту слику током краћег периода. Звук детонације узрукује да жртва привремено оглуви и изгуби равнотежу. Иако бомба сама по себи није смртоносна, експлозија може изазвати одређене повреде, па чак и смрт. Топлота која настаје услед експлозије такође може узроковати пламен код запаљивих материјала. 